# Crenulaspidiotus maurellae
Crenulaspidiotus maurellae är en insektsart som först beskrevs av Robert Malcolm Laing 1929.  Crenulaspidiotus maurellae ingår i släktet Crenulaspidiotus och familjen pansarsköldlöss. Inga underarter finns listade i Catalogue of Life.